# Национальный орган по управлению и регулированию связи
Национальный орган по управлению и регулированию связи (рум. Autoritatea Naţională pentru Administrare şi Reglementare în Comunicaţii или аббревиатура рум. ANCOM) — автономный публичный орган регулирующий телекоммуникационный рынок в Румынии. Находится в подчинении Парламента Румынии. Исполняет регулирующие и надзорные функции в информационных технологиях и телекоммуникациях страны.

## История
Образовался в апреле 2007 года в результате слияния IGCTI и ANRCTI. Сам регулирующий орган был образован ранее в 2002 году.
19 марта 2009 года орган перешёл под контроль парламента Румынии. Процесс перехода произошёл вследствие реорганизации. Также было изменено имя органа на нынешнее. Орган стал автономной публичной компанией.